# Nikla
Nikla es un pueblo ubicado en el distrito de Marcali, en el condado de Somogy, Hungría.

## Superficie
Posee una superficie de 23,35 kilómetros cuadrados.

## Demografía
Hasta 2019 la población era de 689 habitantes, con una densidad de población de 29,51 habitantes por kilómetro cuadrado.